# Château de Vendeuvre
 (mars 2012).
Si vous disposez d'ouvrages ou d'articles de référence ou si vous connaissez des sites web de qualité traitant du thème abordé ici, merci de compléter l'article en donnant les références utiles à sa vérifiabilité et en les liant à la section « Notes et références ».
Cet article concerne le château de Vendeuvre en Normandie. Pour les châteaux situés à Vandœuvre-lès-Nancy en Lorraine, voir Vandœuvre-lès-Nancy.
Le château de Vendeuvre est une demeure qui se dresse sur le territoire de la commune française de Vendeuvre, entre Saint-Pierre-sur-Dives et Falaise dans le département du Calvados, en région Normandie.
Le château, ouvert au public depuis 1983, abrite le musée du mobilier miniature, première collection au monde de mobilier miniature, une collection de niches à chien et animaux de compagnie ; l’enfilade de salons est un bel exemple de l'art de vivre au XVIIIe siècle dont témoignent aussi les cuisines de la même époque. Les extérieurs sont agrémentés de jardins d'eau « surprise » et d’une grotte aux coquillages.
Le château est partiellement protégé aux monuments historiques.

## Historique
Construit entre 1750 et 1752 sur les plans de Jacques-François Blondel, Vendeuvre est l'exemple d'une maison de campagne du milieu du XVIIIe siècle, une maison des champs selon les termes de l'époque. Issu d'une famille cotentinaise, Alexandre Le Forestier d'Osseville, seigneur de Vendeuvre, et Antoinette de Beaurepaire-Louvagny, veulent une résidence d'été moderne et au goût du jour. Ils détruisent l'ancien manoir seigneurial trop humide car en bordure de la Dives, et construisirent à mi-pente un peu plus loin le château actuel. Pendant la Révolution, Alexandre Le Forestier de Vendeuvre et sa famille habitent Rouen (leur hôtel particulier à Caen ayant été brûlé) ; n'ayant pas émigré, le château est épargné. Vendeuvre a ainsi conservé son décor d'origine ainsi qu'une grande partie de son mobilier de l'époque.
Abimé pendant la Seconde Guerre mondiale, c'est à l'actuel comte de Vendeuvre, descendant direct d'Alexandre de Vendeuvre, qu'on doit la rénovation intérieure et extérieure du château.
La toiture est refaite en 1945. Tout en poursuivant la rénovation intérieure, l'aménagement du parc est entrepris à partir de 1970, et le plan cadastral de 1813 sert de base pour la reconstitution du jardin à la française comme il existait à l'origine. En 1983 l'orangerie, sérieusement endommagée pendant la Seconde Guerre mondiale, est restaurée. Elle abrite le musée du mobilier miniature.

## Description
Vendeuvre est l'exemple d'une demeure de campagne normande aristocratique du XVIIIe siècle. La façade avant est délibérément sobre, car selon Jacques-François Blondel dans son traité d'architecture, il faut absolument éviter de « jeter de la poudre aux yeux pour une ornementation inutile et une façade démesurée qui nuise aux commodités intérieures ».

### Les intérieurs

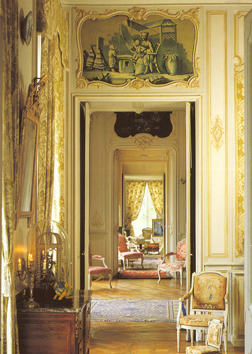
L'enfilade des salons.

Dans chaque pièce, est présenté un thème de la vie quotidienne : l’art de recevoir dans la salle à manger, l’art de la toilette dans la chambre d’honneur, l’écriture dans le bureau, l’art du portrait dans un petit salon, les plaisirs des jeux dans le salon de compagnie. Des automates présentent en un clin d’œil, çà et là, le thème fort de chaque pièce.
Double en profondeur, le château possède une distribution autour d’un vestibule central aux proportions solennelles rythmées de colonnes ioniques. La double enfilade des salons et les formes arrondies des angles répartissent avec justesse la lumière naturelle. On remarquera en particulier la finesse des boiseries du grand salon, un ameublement très complet, et de nombreuses curiosités : un lustre à poissons rouges, une voyeuse où s'agenouillait les élégantes pour assister au jeu et ne pas froisser leur robe à paniers, le clystère de voyage pour les lavements…
Quelques anecdotes qu'on raconte à Vendeuvre :
La chaise à porteurs (qu'on peut admirer dans le grand escalier) ne possédait souvent plus ces bâtons de transport car ils étaient vite usés ou cassés d'où l'expression mener une vie de bâton de chaise.
Les sermons de l'abbé Bourdaloue étaient si longs que les élégantes emmenait avec elles cet objet en cas d'urgence.
La pièce d'eau visible du grand salon, derrière le château, en reflétant la lumière, éclairait le ciel des plafonds.

#### Les cuisines

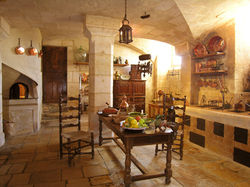
La pièce de cuisson.

Cuivres de toutes formes, poteries du Pré-d'Auge, étains ou faïences animent cette cuisine magnifiquement agencée, qui semble encore servir.
Sous le plafond voûté en pierre de la cuisine, la cuisson sur la flamme est assurée dans la grande cheminée ; un tournebroche rôtissoire est animé par un mécanisme en état de marche. Dans un angle de la cheminée, un espace est conçu pour le four de ménage assurant la cuisson à l'étouffée. Dans l'autre angle de la cheminée, du bois est transformé en braise en permanence. Ces braises sont transportées avec une pelle dans le tiroir du four de ménage ou dans les cinq foyers situés le long du mur opposé sous les fenêtres. Sur ces foyers intégrés dans une maçonnerie recouverte en carreaux du Pré-d'Auge, sont cuits à petit feu les plats en sauce et les potages d'où le nom de potager. Les cendres sont recueillies sous les foyers et tamisées, elles servent au lavage du linge. Dans un angle, un four à pâtisserie est intégré dans le mur.

## La collection de niches à chien

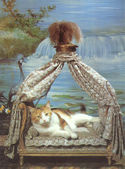
Lit à la polonaise - France, époque.

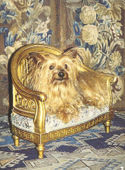
Canapé pour chien - France, XIXe siècle.

Dans une pièce à côté des cuisines, une collection de niches à chien, unique en son genre, est exposée. Les petits chiens et chats furent l'objet de soins attentifs, comme l'atteste le raffinement et la variété des logements qu'on leur destinait : niche de voyage, niche-tabouret, niche de plage, niche à trois compartiments, niches assorties au reste du mobilier, canapé en bois doré… Ces petites habitations portatives sont cependant rarissimes.
La niche peut être aussi être la reproduction en modèle réduit du mobilier des maîtres de la maison : ainsi ce lit ci-contre pour chat s'inspirant des lits à la polonaise, avec un dais et des rideaux, estampillé Nauroy et réalisé pour une des filles de Louis XV.
L'homme au fil des siècles, a tissé des liens d'amitié avec les chiens et les chats : le King Charles de Louis XV s'appelait Filou. Il couchait sur un coussin de velours cramoisi et portait un collier d’or et de diamant. Louis XV disait de son chien : « le seul être au monde qui m’aime pour moi-même ».
Si exceptionnellement l’inventaire de la reine Clémence de Hongrie cite en 1328 : deux coffres doublés de soie pour un chien, c’est seulement à partir du XVIIe siècle — avec le développement des arts décoratifs — que naissent les niches d’intérieur, meubles spécifiques conçus pour les chiens et les chats.

## Les jardins

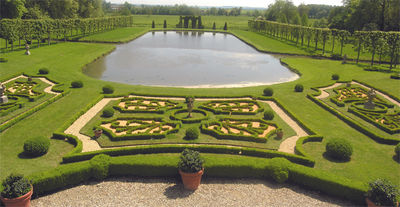
Terrasse à l'italienne et parterres de buis.

L'originalité et l'esthétisme de ces jardins sont le résultat de la passion de l'actuel comte de Vendeuvre, qui a su recréer, en ciselant les moindres détails, des espaces générateurs de rêves et d'enchantement.
L'actuel comte de Vendeuvre s'est inspiré des jardins de la Renaissance italienne, qui raffolaient des mécanismes d'eau destinés à charmer les visiteurs.
Le parc et les jardins sont labellisés « Jardin remarquable ».

### Le jardin à la française
Restitué d'après les plans originels, un jardin à la française régulier accompagne l'axe de cette demeure.
Topiaire à l'avant, le jardin comporte à l'arrière un miroir d'eau suspendu, bordé de charmilles de tilleuls ; à partir de la terrasse dominant des parterres de buis, des fontaines et des jets d'eau, on aperçoit au-delà des prairies de la vallée de la Dives, les collines du pays d'Auge.

### Le jardin d'utilité
Dans l'axe latéral du château, une allée de tilleuls du XVIIIe siècle distribue les constructions du jardin d'utilité.
- Un colombier reconstruit en 1811 comporte 1 400 boulins. Ce bâtiment a été conçu avec un toit en impluvium pour que la pluie tombe dans le bassin central où les pigeons se baignaient.
- Bordant l'allée de tilleuls, un vivier alimenté en eau froide par des canalisations souterraines permettait d'élever des poissons pour les vendredis et les jours de jeûne. Un tiers du vivier était séparé par un filet. On y engraissait les poissons de luxe pour les jours de festin. Les poissons étaient nourris avec les balayures de farine des moulins et les eaux grasses de la vaisselle.
- Au bout de l'allée se trouve la glacière en forme de pyramide. Recueillie les jours de grand froid sur les étendues d'eau, la glace était gardée en stock dans le puits intérieur. Une double porte, orientée au nord, permettait de conserver la fraîcheur.
- Perpendiculairement à la glacière, un chemin conduit au jardin de plaisir, entre deux colimaçons de buis, symbolisant l'effort que nous faisons pour atteindre le ciel.

### Les jardins d'eau « surprise »

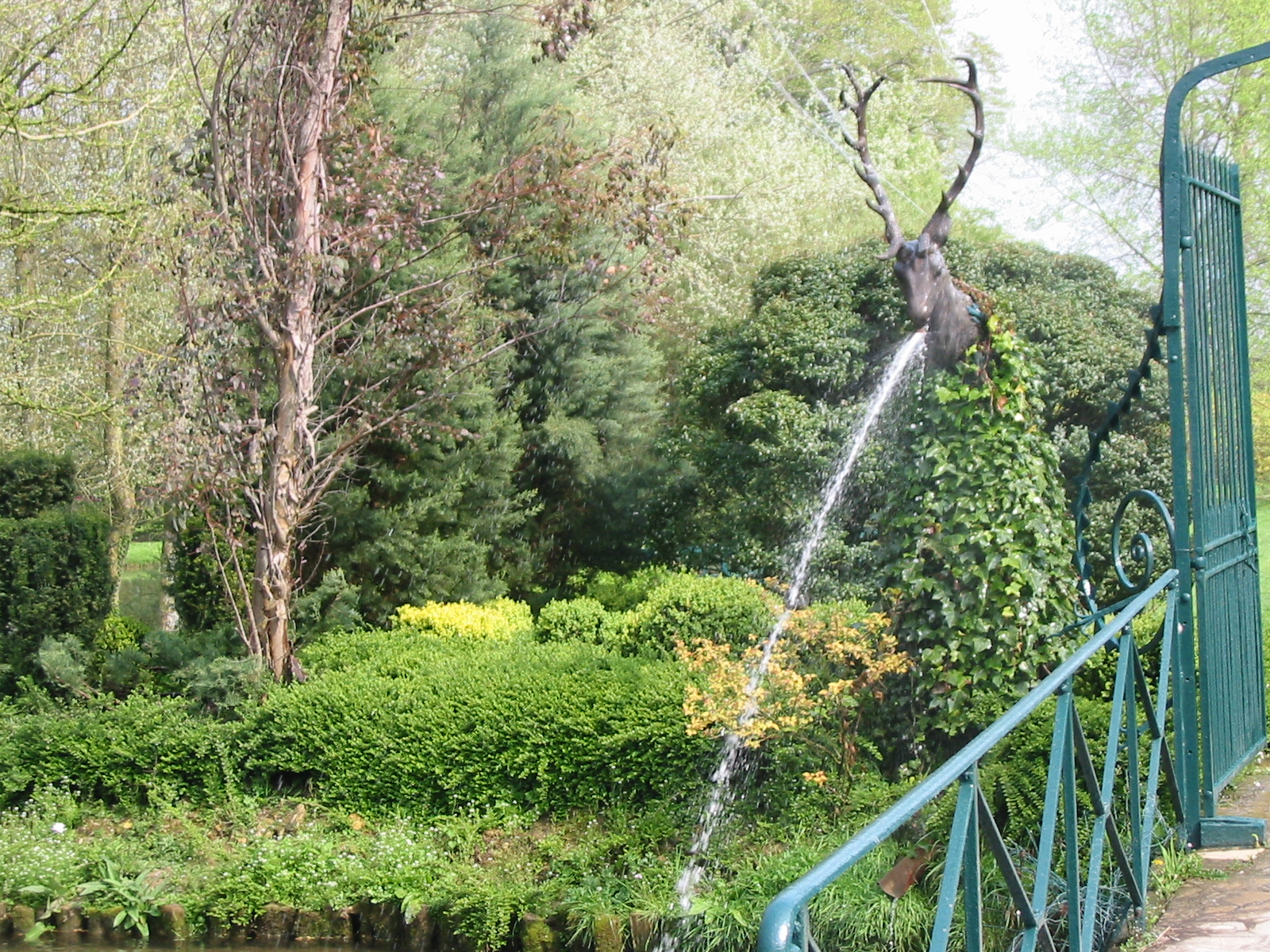
Jet d'eau surprise.

Pour distraire, surprendre, pour charmer, pour donner un supplément d'âme aux parcs et jardins, les hommes ont depuis toujours utilisé des procédés artificiels qui animent la nature, en créant des paradis d'évasion, de rêve, de nostalgie ou de désir.
S'inspirant d'une tradition familiale, la marquise de Rambouillet ayant placé des petits tuyaux dans les bosquets de son parc et de son salon, elle actionnait des manivelles qui arrosaient ses amis dans ses jardins.
Vendeuvre s'est inspiré des jeux d'eau du Peterhof et de Versailles.
À la fin du XVIIIe siècle, on estimait que la nature était infiniment belle quand elle était infiniment libre, et ces jeux d'eau ou joyeusetés hydrauliques, passèrent pour une domestication démodée de la nature.

#### Le pont chinois

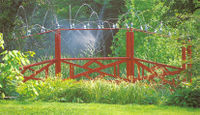
Le pont chinois.

Le pont chinois évoque une légende chinoise : Yin, jeune fille très belle, ne se lassait pas de contempler le reflet de son visage dans l’eau quand elle se promenait sur un pont écarlate. Han l’oiseleur lui ouvrit son cœur mais la jeune femme le rejeta car l’eau ne montrait que le reflet de son visage disgracieux. Émues par la tristesse de l’oiseleur, les tourterelles crachèrent dans l’eau qui refléta immédiatement l’âme des deux jeunes gens : le visage de Yin devint déformé par la vanité alors que celui de Han irradiait la surface de l’onde. Cette vision chassa la poussière du cœur de Yin et le couple s’aima si fort que certains soirs, on distingue encore leur silhouette penchée sur le pont écarlate.

#### L'arbre de cristal

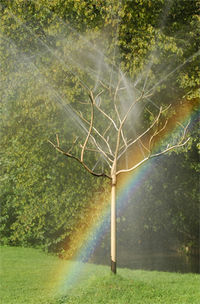
L'arbre de cristal.

L'arbre est lié à une antique légende. Cet arbre de vie puisait par ses racines la science et la sagesse. Autour de lui, les plantes et les pierres étaient cultivées et fertilisées par les génies du lieu. L’arbre céleste offrait à ceux qu’il choisissait une rosée bienfaisante qui transmettait des parcelles d’éternité et de sagesse. Depuis la plus haute Antiquité, les arbres sont l’objet d’un culte universel : par leurs racines ils atteignent les profondeurs souterraines, les branches quant à elles, symbolisent l’ascension vers le ciel.

#### La fontaine des muses
Elle s’inspire d’une histoire d’Hésiode : un jeune jardinier découragé par la création de son jardin vint chercher secours à la fontaine d’Hippocrène. En effet, depuis que Pégase avait frappé cette fontaine de son sabot, quiconque en goûtait l’eau, était assuré d’être inspiré par les muses. Une fois endormi, le jardinier vit en songe quatre hommes : un technicien du jardinage, un homme de goût, un poète et un peintre. Ils lui dirent qu’ils s’étaient réunis car individuellement ils étaient incapables de créer, mais qu’ensemble ils avaient fait les plus beaux jardins du monde. À son réveil le jardinier but l’eau de la fontaine en demandant aux muses de lui accorder les quatre dons nécessaires à sa profession : la technique, le goût, la poésie et la peinture. En riant elle lui donnèrent la main verte.

#### Le temple de la sérénité

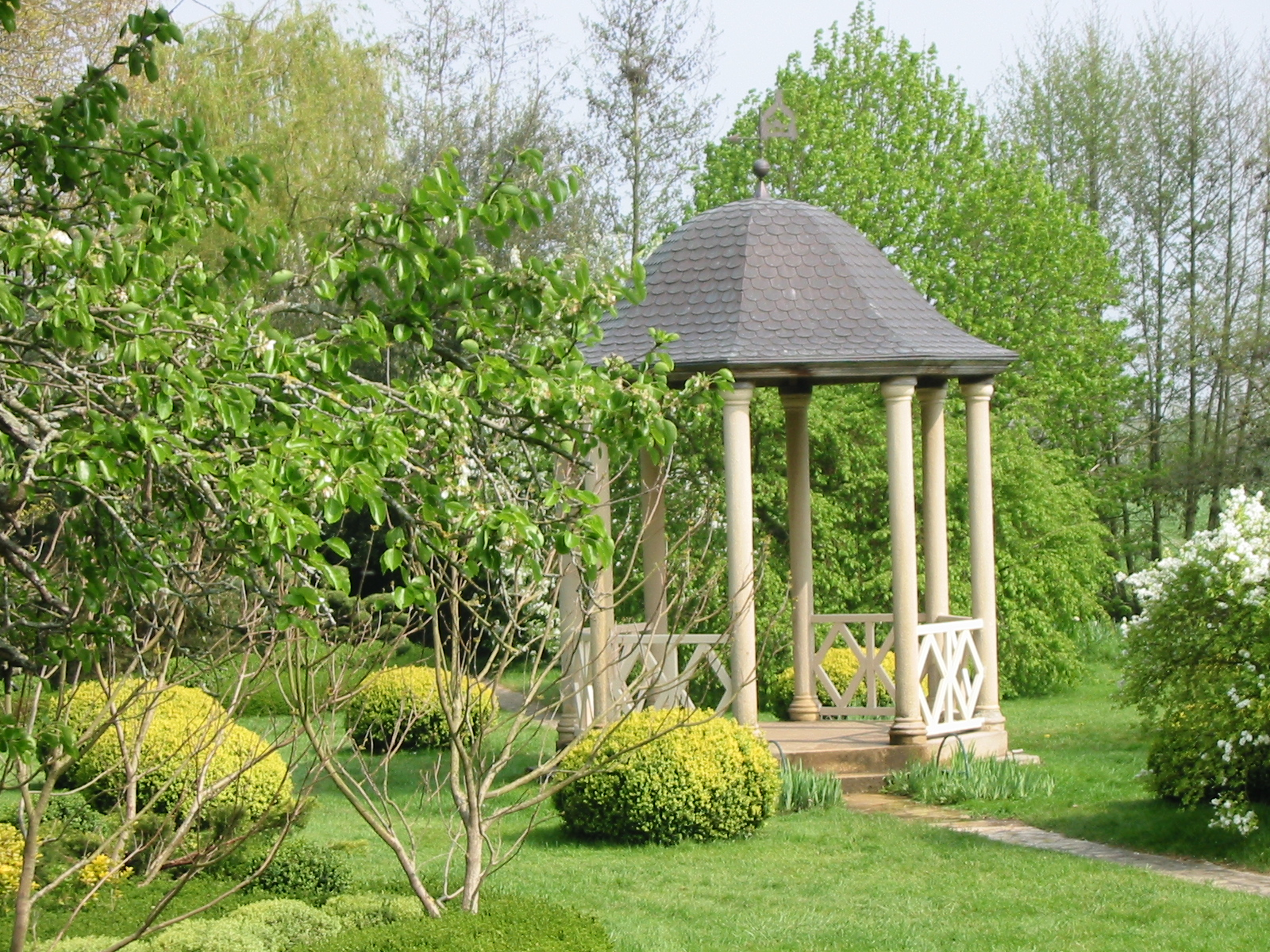
Le temple de la sérénité.

Il évoque l’histoire d’un roi puissant dans un pays riche où les habitants sont heureux. Pourtant, le roi toujours inquiet, était continuellement insatisfait de sa situation et de celle de son royaume. Il alla consulter le Sage du Bois Perdu qui lui prescrivit d’aller réfléchir sous le temple aux huit colonnes. Le roi entra dans le temple mais au bout de quelques minutes tous ses problèmes lui revinrent à l’esprit. Il allait partir quand un anneau de pluie entoura le temple l’empêchant de sortir. Peu à peu la musique légère des gouttes sur le sol engourdit ses angoisses. Au travers de ce voile de pluie, le monde lui apparaissait apaisé. Sur le sol son esprit enfin libéré vit apparaître, devant chaque colonne du temple, une lettre inscrite par l’eau. L’ensemble des lettres formaient le mot SÉRÉNITÉ.

#### La cascade des Tortues

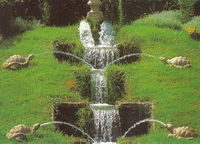
La cascade des tortues.

Les tortues jouent un rôle important dans l’univers mythique de nombreux peuples. En Amérique centrale, selon une antique légende, le dieu de la pluie Chaac, sous le charme d’une superbe déesse, avait oublié la terre. Une épouvantable sécheresse régnait donc sur le pays Maya mais Chaac n’entendait plus les multiples invocations des prêtres. En derniers recours, les Mayas demandèrent aux tortues sacrées d’intervenir auprès du dieu de la pluie. Hissées sur le toit des temples et des maisons, les tortues appelèrent ensemble Chaac qui reprit conscience de son rôle. À son invitation, longtemps elle crachèrent de l’eau, désaltérant les humains et sauvant les récoltes.

#### La chambre de Cléance

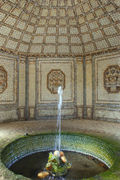
La grotte.

Neptune, volage dieu des eaux était sensible à la séduction de la belle et sage nymphe Cléance. Un jour, la voyant endormie, il ne put résister et se jeta sur elle, mais Cléance se défendit si bien qu’il dut battre en retraite. « La froideur de la pierre te convient » dit Neptune furieux, la transformant aussitôt en pierre. Émues, les nymphes ses amies supplièrent Thétis d’intercéder auprès de l’Olympe pour que les Dieux lui rendent la vie. Ne pouvant rien contre la puissance de Neptune, ils s’entendirent sur un compromis : Cléance resterait statue mais derrière sa poitrine de pierre continuerait à battre son cœur généreux.

#### La grotte de coquillages
Sous un pavillon au toit de cuivre d’inspiration exotique, est dissimulée une « chambre de fraîcheur » où l’on peut se reposer les jours de grande chaleur. Selon la mythologie gréco-romaine, une jeune nymphe, poursuivie par le dieu Pan, se serait réfugiée dans une grotte, en prenant la forme d’une fontaine d’eau pure. Cette grotte « nymphée » inspire par sa fraîcheur, son mystère et son esprit ludique, le dépaysement et la méditation. Les 200 000 coquillages utilisés à Vendeuvre créent l’atmosphère surnaturelle convenant à l’habitation des nymphes.

### Les labyrinthes

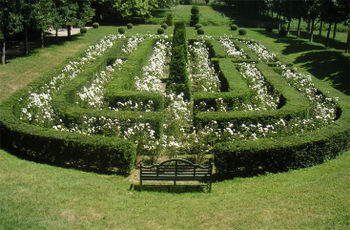
Le labyrinthe régulier.

Les labyrinthes étaient des lieux d'évasion. Lorsqu'on avait des soucis, la promenade dans les chemins mystérieux du labyrinthe permettait de les oublier.
À Vendeuvre on distingue deux labyrinthes :
- le labyrinthe régulier : espacé d'ifs et de roses blanches dans un boulingrin pour pouvoir mieux l'admirer ;
- le labyrinthe des champs : sur une surface de 1 ha, découverte d'un paradis vert, d'arbres rares, et plusieurs fabriques successives jusqu'au pavillon de thé japonais, et quête d'un petit lapin que le visiteur devra trouver.

## Protection aux monuments historiques
Au titre des monuments historiques :
- les façades et toitures ; les cinq pièces du rez-de-chaussée à décors de boiseries : grand salon, petit salon, trois chambres, sont classées par arrêté du 9 mars 1970 ;
- les façades et toitures de l'atelier de menuiserie et de l'orangerie situés dans le parc sont inscrites par arrêté du 12 mars 1970 ;
- le château de Vendeuvre à l'exclusion des parties classées, le colombier, l'assiette foncière de l'ancienne allée d'accès, l'assiette foncière du parc, son système hydraulique (hormis les transformations du XXe siècle), son mur de clôture et sa grille d'entrée situés 9 rue du château, sont inscrits par arrêté du 4 octobre 2021.